# Iraqi Pipeline in Saudi Arabia
L'Iraqi Pipeline in Saudi Arabia est un oléoduc. Physiquement, l'oléoduc s'étend de la frontière iraquienne jusqu'au terminal pétrolier de al-Muajjiz (construit en même temps que le pipeline), qui fait partie du complexe portuaire de Yanbu sur la Mer Rouge. D'un diamètre de 1,22 mètre, il a été conçu pour transporter 1,65 million de barils de pétrole par jour (82 millions de tonnes par an). 
Sa construction a été motivée par la guerre Iran-Irak. L'Iraq avait un besoin vital d'exporter du pétrole pour financer son effort de guerre, et ses navires étaient en danger dans le golfe Persique. Le pays cherchait donc un moyen alternatif pour exporter le pétrole de ses gisements du sud, et seule l'Arabie Saoudite pouvait le lui apporter. 
Entrant en service peu avant la fin de la guerre Iran-Irak, il est rapidement désactivé avec le déclenchement de la Guerre du Golfe. 
Resté inactif pendant les années 1990, il est finalement nationalisé en 2001 par les saoudiens qui l'utilisent depuis comme gazoduc. 